# Abraeomorphus indus
Abraeomorphus indus är en skalbaggsart som beskrevs av Miłosz A. Mazur 1987. Abraeomorphus indus ingår i släktet Abraeomorphus och familjen stumpbaggar. Inga underarter finns listade i Catalogue of Life.